# Bordes-de-Rivière
Bordes-de-Rivière település Franciaországban, Haute-Garonne megyében. Lakosainak száma 460 fő (2022. január 1.). Bordes-de-Rivière Clarac, Le Cuing, Labarthe-Rivière, Pointis-de-Rivière, Saux-et-Pomarède, Villeneuve-de-Rivière és Saint-Ignan községekkel határos.

## Népesség
A település népességének változása:
| Lakosok száma | 309  | 339  | 388  | 419  | 497  | 490  | 483  | 471  | 470  | 460  |
|               | 1968 | 1982 | 1990 | 2006 | 2013 | 2015 | 2017 | 2019 | 2020 | 2022 |